# Cepstrum
Een cepstrum (uitspraak: kepstrum) is het spectrum van de logaritmische voorstelling van het spectrum van een reeks.
De term is afgeleid van het woord spectrum. Andere termen zijn: quefrentie (frequentie), rahmonischen (harmonischen), gamnitude (magnitude), safe (fase), lifter (filter) enzovoort.

## Definitie

### Oorspronkelijk
De oorspronkelijke definitie is die van het reële cepstrum. Dit is de inverse fouriertransformatie van de logaritme van de magnitude van de fouriertransformatie van de reeks:
{\displaystyle c_{x}[n]={\frac {1}{2\pi }}\int _{-\pi }^{\pi }\log |X(e^{j\omega })|e^{j\omega n}d\omega }
In deze formule is de magnitude reëel en niet negatief. De formule is ook niet inverteerbaar aangezien de informatie van de fase verloren gaat.

### Algemeen
Om de informatie van de fase te bewaren moet de complexe logaritme genomen worden. De cepstrale analyse is zelf niet complex. Het complexe cepstrum van een reële reeks is nog altijd een reële functie.
{\displaystyle {\hat {x}}[n]={\frac {1}{2\pi }}\int _{-\pi }^{\pi }\log[X(e^{j\omega })]e^{j\omega n}d\omega }

{\displaystyle {\hat {x}}[n]={\frac {1}{2\pi }}\int _{-\pi }^{\pi }[\log |X(e^{j\omega })|+j\arg(X(e^{j\omega }))]e^{j\omega n}d\omega }
In deze formule is arg de continuefasefunctie.

## Eigenschappen

### Algemeen
1. Het cepstrum neemt minstens zo snel af als {\displaystyle 1/|n|}.
2. Het cepstrum is oneindig, zelfs als {\displaystyle x[n]} eindig is.
3. Het cepstrum is reëel als {\displaystyle x[n]} reëel is. De voorwaarde voor een reële {\displaystyle x[n]} is dat de polen en nullen complex geconjugeerde paren vormen.

### Minimum- en maximumfase reeksen
Een minimumfase reeks is reëel, causaal en stabiel. De polen en nullen liggen allemaal in de eenheidscirkel. Een maximumfase reeks is het tegengestelde.
1. Het cepstrum is causaal {\displaystyle (0{\text{ voor }}n<0)} als en slechts als {\displaystyle x[n]} minimumfase is.
2. Het cepstrum is {\displaystyle 0{\text{ voor }}n>0} als en slechts als {\displaystyle x[n]} maximumfase is.

## Convolutie
Een speciale toepassing van cepstrale alanyse is er als het ingangssignaal van een systeem de convolutie is van twee signalen:
{\displaystyle x[n]=x_{1}[n]*x_{2}[n]}
De fouriertransformatie zou dan de vermenigvuldiging zijn van de twee signalen:
{\displaystyle X[z]=X_{1}[z]X_{2}[z]}
Als de logaritme wordt toepast:
{\displaystyle \log[X(z)]=\log[X_{1}(z)]+\log[X_{2}(z)]}
Dan is het cepstrum:
{\displaystyle {\hat {x}}[n]={\hat {x}}_{1}[n]+{\hat {x}}_{2}[n]}
Het cepstrum kan dus gezien worden als een systeem dat aan het veralgemeend principe van superpositie voldoet. De ingangsfunctie is convolutie, de uitgang is optelling.

## Toepassingen
Een van de eerste toepassingen was het herstellen van oude fonograaf opnames. In dit werk werd vooral gewerkt met opnames van Enrico Caruso. Er moest gecompenseerd worden voor het gebruik van de "morning glory" hoorn die toen gebruikt werd. De idee was om cepstrale averaging toe te passen en hier cepstrale averaging van moderne opnames van af te trekken. Het resultaat werd dan gebruikt als cepstrum van de hoorn die gecompenseerd moest worden. Dit gebruik van cepstrum averaging is nuttig geweest bij andere toepassingen van schatten en compenseren van convolutionele vervorming.
Het cepstrum komt ook veel voor bij stem- en spraakherkenning. De cepstrale coëfficiënten zijn robuuster en betrouwbaarder dan "linear predictive coding (LPC)" coëfficiënten of equivalenten. 

Een andere toepassing van het cepstrum bij spraakherkenning is het mel-frequentiecepstrum. Hierbij is het oorspronkelijke spectrum gebaseerd op een filterbank met centrumfrequenties en bandbreedten  bepaald uit een constant mel-frequentie interval. 
Signalen die echo's bevatten worden ook bestudeerd met cepstra. Voorbeelden zijn seismologie en het bestuderen van oppervlakten in geofysica.
Bij machine diagnoses wordt het cepstrum gebruikt om families harmonischen en zijbanden te ontdekken. Bij het bestuderen van vibratiesignalen kan een harmonische reeks ontdekt worden. Deze reeks zal niet direct synchroon zijn met de assnelheid. Dit duidt in de meeste gevallen op slijtage.